# Haltepunkt Angermund
Der Haltepunkt Angermund ist ein Haltepunkt im Düsseldorfer Stadtteil Angermund. Er liegt an der Bahnstrecke Köln–Duisburg etwa 13 Kilometer nördlich von Düsseldorf Hauptbahnhof und 11 Kilometer südlich von Duisburg Hauptbahnhof und wird von der S-Bahn Rhein-Ruhr bedient.
Im Gegensatz zu den anderen Stationen in Düsseldorf wird auch nach der 1975 erfolgten Eingemeindung nach Düsseldorf weiterhin nicht der Name der Stadt vorangestellt.

## Lage
Der Bahnhof liegt inmitten der Ortschaft am Kreuzungspunkt der in Süd-Nord-Richtung verlaufenden Bahnstrecke mit der Angermunder Straße (Landesstraße L 139). Diese bildet die Hauptverkehrsstraße des Ortes und überquert die Gleise in annähernd rechtem Winkel mit einer Brücke. Knapp 100 Meter weiter südlich laufen ferner von Osten die Bahnhofstraße und von Westen die Straße An den Linden auf den Bahnkörper zu.

## Ausstattung
Der Haltepunkt umfasst einen 152 Meter langen Mittelbahnsteig mit einer Bahnsteighöhe von 76 Zentimetern, der mittig unter der Brücke angeordnet ist. Der Zugang erfolgt am südlichen Ende des Bahnsteigs mittels einer Unterführung, die je einen Ausgang zur Bahnhofstraße und zur Straße An den Linden hat. Die südliche Hälfte des Bahnsteigs ist überdacht.
Am Ende der Bahnhofstraße befindet sich eine Bushaltestelle, auf der Westseite ein Parkplatz mit etwa 70 Stellplätzen.

## Geschichte
Die Königlich Preußischen Staatseisenbahnen eröffneten den Haltepunkt Angermund 1880 an der seit den 1840er Jahren bestehenden Bahnstrecke Köln–Duisburg.
Wenige hundert Meter nördlich des Haltepunkts lag an der damals zweigleisigen Strecke die Blockstelle Heltorf mit einem mechanischen Stellwerk.
Beim viergleisigen Ausbau der Strecke bis 1958 durch den Bau der beiden Ferngleise östlich der bestehenden Strecke erhielt der Haltepunkt Angermund keinen Bahnsteig an den Ferngleisen und konnte in der Folge nur von Zügen auf den Ortsgleisen bedient werden. Das Stellwerk der Blockstelle wurde 1958 durch ein neues Stellwerk in Sonderbauform ersetzt und bediente eine der beiden zweigleisigen Strecken. 1963 wurde die Blockstelle in Angermund umbenannt. 1984 wurde sie außer Betrieb genommen und durch Selbstblocksignale ersetzt, das Stellwerksgebäude wurde rückgebaut.
Im Rahmen des Rhein-Ruhr-Express-Projektes sollen zwischen Düsseldorf Hauptbahnhof und Duisburg Hauptbahnhof umfangreiche Umbaumaßnahmen und Erweiterungen durchgeführt werden. Unter anderem ist vorgesehen, zwischen Düsseldorf-Flughafen und Duisburg-Rahm ein fünftes und ein sechstes Gleis zu verlegen. In Angermund sollen diese Erweiterungen westlich der bestehenden Gleisen erfolgen.
Als Folge hiervon müsste der Haltepunkt verlegt und damit de facto neu gebaut werden. Beim Neubau soll er künftig mit einem Fahrstuhl behindertengerecht ausgestattet werden. Im Zuge des RRX-Projektes sollen zudem nach Plänen von DB Netz Lärmschutzwände entlang der Außengleise gebaut werden. Die örtliche Bürgerinitiative Initiative Angermund e. V. schlägt alternativ eine Gleistieferlegung und Einhausungsvariante vor. Laut einem von der Stadt Düsseldorf beauftragten Gutachten stehen die mehr als sechsfachen Baukosten von 460 Millionen Euro, eine Bauzeitverlängerung von sieben Jahren sowie der Abriss weiterer Gebäude in keinem Verhältnis zu dem geringen Effekt gegenüber dem Bau von Lärmschutzwänden.
Nach der Ablehnung der Einhausung klagte die Initiative Angermund gegen die Deutsche Bahn, weil für Teile der vorhandenen Strecke keine Genehmigungsunterlagen vorliegen. Sie bezeichnete die Strecke als „klassische[n] Schwarzbau“, für den kein Bestandsschutz gelte, und forderte die Reduzierung der Höchstgeschwindigkeit auf 160 km/h sowie eine nächtliche Betriebsruhe. Bei der Gerichtsverhandlung im Januar 2020 wies das Gericht die Klage ab.

## Linien
Zurzeit wird der Bahnhof von der Linie S 1 der S-Bahn Rhein-Ruhr und von Osten her von einer Buslinie angefahren. 
| Linie | Verlauf | Takt                                                                            |
| ----- | --- | ------------------------------------------------------------------------------- |
| S 1   | Solingen Hbf – SG-Vogelpark – Hilden Süd – Hilden – D-Eller – D-Eller Mitte – D-Oberbilk – D-Volksgarten – Düsseldorf Hbf – D-Wehrhahn – D-Zoo – D-Derendorf – D-Unterrath – D-Flughafen – Angermund – DU-Rahm – DU-Großenbaum – DU-Buchholz – DU-Schlenk – Duisburg Hbf – MH-Styrum – Mülheim (Ruhr) Hbf – E-Frohnhausen – Essen West – Essen Hbf – E-Steele – E-Steele Ost – E-Eiberg – Wattenscheid-Höntrop – BO-Ehrenfeld – Bochum Hbf – BO-Langendreer West – BO-Langendreer – DO-Kley – DO-Oespel – DO-Universität – DO-Dorstfeld Süd – DO-Dorstfeld – Dortmund Hbf Stand: Fahrplanwechsel Dezember 2023 | 30 min 20 min (Solingen–Duisburg wochentags) 15 min (Essen–Dortmund wochentags) |
| 751   | Angermund –D-Angermund, Am Fettpott – Ratingen-Lintorf, Am Wüstenkamp – Rehhecke – Am Kämpchen – Lintorf, Rathaus – Lintorf, Friedhof – Rat.-Breitscheid, Krummenweg – Ratingen, Hösel | 20 min                                                                          |

Von der benachbarten Haltestelle Auf der Krone, welche westlich des Parkplatzes liegt, verkehren die Buslinien 728 und 751 nach Düsseldorf-Kaiserswerth.
| Linie | Linienweg / Takt / Anmerkungen |
| ----- | --- |
| 728   | Duisburg-Rahm 1 – Angermund, Angeraue2 – Am Fettpot3 – Im Großen Winkel – Auf der Krone (Angermund , 300 m) – Schloss Kalkum – Kaiserswerth Klemensplatz 4 Mo–Fr 6–20 Uhr, Sa 7–19 Uhr und So 13–19 Uhr alle 30 min, Mo–Fr 20–23 Uhr, Sa 19–23 Uhr und So 6–12, 19–23 Uhr alle 60 min; im Abschnitt 3–4 Sa vor 7 Uhr zwei Fahrten und Mo–Fr, So vor 6 Uhr eine Fahrt; Abschnitt 1–2: nur während der HVZ, Sa 6 Fahrten und So 2 Fahrten. Weitere Haltestellen auf der gesamten Strecke. Alle Umsteigehaltestellen sind aber aufgeführt. |
| 751   | D-Kaiserswerth, Klemensplatz – Schloss Kalkum – Auf der Krone (Angermund , 300 m) – D-Angermund, Am Fettpott – Ratingen-Lintorf, Am Wüstenkamp – Rehhecke – Am Kämpchen – Lintorf, Rathaus – Lintorf, Friedhof – Rat.-Breitscheid, Krummenweg – Ratingen, Hösel |